# Emirado Banijúrida
Emirado Banijúrida foi um Estado de curta duração controlado pelos iranianos banijúridas no Tocaristão e partes do Indocuche. Seus emires foram vassalos do Império Samânida até sua queda em 908.

## Emires
Segue a lista de emires:
- Haxim ibne Banijur (r. 848–857)
- Daúde ibne Alabás ibne Haxim (r. 857–873)
- Maomé ibne Amade ibne Banijur (r. 873–898/899)
- Amade ibne Maomé ibne Amade ibne Banijur (r. 899–908)